# Haematopota atomaria
Haematopota atomaria är en tvåvingeart som beskrevs av Walker 1856. Haematopota atomaria ingår i släktet Haematopota och familjen bromsar. Inga underarter finns listade i Catalogue of Life.